# Žan Videc
Žan Videc, slovenski pevec in multiinštrumentalist.
Žan Videc prihaja iz Maribora. Z glasbo se je srečeval že v otroštvu, in sicer je v osnovni šoli pel v pevskem zboru, obiskoval je tudi glasbeno šolo, v srednji šoli pa je začel nastopati v glasbenih skupinah. V preteklosti je ustvarjal priredbe znanih domačih in tujih izvajalcev, leta 2024 pa je izdal svojo prvo avtorsko skladbo »Not with You«, ki jo je ustvaril v angleščini. Istega leta sta sledila še dva avtorska singla v slovenščini: »Med oblaki« in »Neznano«. S slednjim je nastopil na Melodijah morja in sonca in osvojil glavno nagrado. Leta 2025 je s skladbo »Pusti, da gori« nastopil na Emi.

## Diskografija

### Singli
- »Not with You« (2024)
- »Med oblaki«  (2024)
- »Neznano« (2024)
- »Pusti, da gori« (2025)